# Walter Guevara Arze
Walter Guevara Arze (Cochabamba, 11 de marzo de 1912-La Paz, Bolivia, 20 de junio de 1996) fue un abogado, catedrático y diplomático boliviano que asumió la presidencia de Bolivia por designación del Congreso Nacional entre el 8 de agosto de 1979 y el 1 de noviembre de 1979.
Junto a Víctor Paz Estenssoro, Hernán Siles Zuazo y otros, fue fundador del Movimiento Nacionalista Revolucionario (MNR) en 1941 y 1942. Diputado y senador en varias oportunidades. Autor -entre otros libros de ensayo- del célebre Manifiesto a los ciudadanos de Ayopaya (Tesis de Ayopaya, 1946) considerado fundamental para explicar el programa del MNR. Embajador en Francia, Venezuela y Naciones Unidas. Fue ministro: Secretario (Villarroel), de Relaciones Exteriores (Paz Estenssoro, 1.er. Gobierno; Siles Zuazo, 1.er. Gobierno; y Barrientos, 3.er. Gobierno) y de Gobierno (Siles Zuazo, 1.er. Gobierno).
En 1960 rompió con el MNR y fundó el Partido Revolucionario Auténtico (PRA) del que fue candidato presidencial, obteniendo el segundo lugar en las elecciones de ese año. En 1964 participó en el golpe que derrocó a Paz Estenssoro. En 1979, en su calidad de presidente del Senado, fue designado por el Congreso como presidente constitucional interino de la República cuando contaba con 67 años. En su gobierno Marcelo Quiroga Santa Cruz inició un juicio de responsabilidades contra el exdictador Hugo Banzer Suárez, el cual luego fue archivado. En la Asamblea de la Organización de Estados Americanos en La Paz, Bolivia logró respaldo continental a su reivindicación marítima.
En 1979 fue designado por el Congreso como presidente interino, con mandato de un año y con el encargo de convocar nuevas elecciones presidenciales. Menos de tres meses después fue derrocado por el Cnl. Natusch Busch. En 1980 terció en las elecciones como candidato presidencial, pero salió exiliado del país tras el golpe de García Meza. Reintegrado plenamente al MNR, en las elecciones de 1989 fue candidato vicepresidencial de Gonzalo Sánchez de Lozada. La fórmula ganó las elecciones pero no logró el poder en la votación congresal. Retirado de la actividad política, murió en La Paz el 20 de junio de 1996 a los 84 años.
En 2025, su novela corta "Tempestad en la Cordillera" fue adaptada como película independiente, por el director Juan Pablo Cortez.

## Obras
- Tempestad en la Cordillera (1979)
- Radiografía de la negociación con Chile (1978)
- Bases para replantear la revolución nacional (1988)
- Radiografía de la negociación del gobierno de las Fuerzas Armadas con Chile (1988)
- La cuestión marítima al finalizar el siglo XX (1992)